# Iota2 Muscae
Iota2 Muscae (ι2 Mus, ι2 Muscae) é uma estrela na constelação de Musca. Com uma magnitude aparente de 6,61, está no limite da visualização a olho nu. De acordo com sua paralaxe, está localizada a aproximadamente 508 anos-luz (156 parsecs) da Terra. É uma estrela de classe B da sequência principal com um tipo espectral de B9 V e massa equivalente a 2,74 vezes a massa solar. Sua atmosfera emite cerca de 73 vezes mais luminosidade que o Sol a uma temperatura efetiva de 10 641 K, o que lhe dá a coloração azul-branca típica de estrelas de classe B.